# Arnau Casas
Arnau Casas (Barcelona, España, 15 de marzo de 2004) es un futbolista español que juega de defensa en el S. C. Cambuur de la Eerste Divisie.

## Trayectoria
Creció aspirando a ser futbolista profesional, fisioterapeuta o abogado. Comenzó a jugar al fútbol juvenil en el Mira-Sol, el Sant Cugat y el C. F. Damm, antes de incorporarse a la afamada academia del F. C. Barcelona en 2019.
En 2023 fichó por el Sarpsborg 08 FF.
El 8 de agosto de 2024 firmó un contrato con el S. C. Cambuur por dos temporadas, con opción a una tercera.

## Selección nacional
Representó a España en el Campeonato Europeo de la UEFA Sub-19 2023, donde alcanzó las semifinales.

## Estadísticas

### Clubes
Actualizado al último partido disputado el 1 de noviembre de 2024.
| Club                             | Div.          | Temporada     | Liga  | Liga  | Copas nacionales | Copas nacionales | Copas internacionales | Copas internacionales | Total | Total |
| Club                             | Div.          | Temporada     | Part. | Goles | Part.            | Goles            | Part.                 | Goles                 | Part. | Goles |
| -------------------------------- | ------------- | ------------- | ----- | ----- | ---------------- | ---------------- | --------------------- | --------------------- | ----- | ----- |
| F. C. Barcelona Atlètic · España | 1.ª F         | 2021-22       | 1     | 0     | ―                | ―                | ―                     | ―                     | 1     | 0     |
| F. C. Barcelona Atlètic · España | Total club    | Total club    | 1     | 0     | 0                | 0                | 0                     | 0                     | 1     | 0     |
| Sarpsborg 08 FF · Noruega        | 1.ª           | 2023          | 3     | 0     | —                | —                | ―                     | ―                     | 3     | 0     |
| Sarpsborg 08 FF · Noruega        | 1.ª           | 2024          | 8     | 0     | 3                | 0                | ―                     | ―                     | 11    | 0     |
| Sarpsborg 08 FF · Noruega        | Total club    | Total club    | 11    | 0     | 3                | 0                | 0                     | 0                     | 14    | 0     |
| S. C. Cambuur · Países Bajos     | 2.ª           | 2024-25       | 8     | 0     | 1                | 0                | —                     | —                     | 9     | 0     |
| S. C. Cambuur · Países Bajos     | Total club    | Total club    | 8     | 0     | 1                | 0                | 0                     | 0                     | 9     | 0     |
| Total carrera                    | Total carrera | Total carrera | 13    | 0     | 4                | 0                | 0                     | 0                     | 17    | 0     |